# Envoi de fleurs
Pour plus de détails, voir Fiche technique et Distribution.
Envoi de fleurs est un film français réalisé par Jean Stelli en 1949, sorti en 1950.

## Synopsis
Évocation romancée de la vie du chanteur et compositeur Paul Delmet, décédé en 1904 à l'âge de 42 ans.

## Fiche technique
- Titre : Envoi de fleurs
- Réalisation : Jean Stelli, assisté de Jean Lefèvre et Jack Pinoteau
- Scénario et dialogues : Charles Exbrayat
- Décors : Raymond Druart
- Costumes : Marie-Louise Bataille
- Photographie : Marc Fossard
- Son : Julien Coutellier
- Musique : Dorémi
- Montage : Pierre Delannoy
- Production : Codo-Cinéma et Les Productions Claude Dolbert
- Directeur de production : Jean Velter
- Tournage : du 21 novembre au 31 décembre 1949
- Pays d'origine :  France
- Format : noir et blanc - 1,37:1 - 35 mm - son mono
- Genre : film dramatique
- Durée : 102 minutes
- Date de sortie : France - 26 mai 1950

## Distribution
- Tino Rossi : Paul Delmet
- Micheline Francey : Suzanne
- Jean Brochard : Hippolyte
- Albert Dinan : Rodolphe Salis
- Milly Mathis : Mme Sammos
- Arlette Merry : Sophie
- André Dumas : Albert Mourssac
- André Marnay : le curé
- Charles Lemontier : Fragerolles, un membre du 'Chat noir'
- Hélène Rémy
- Jean Berton : un membre du 'Chat noir'
- Yvonne Dany
- Paul Demange : un spectateur timoré
- Mag-Avril : une bourgeoise
- Frédéric Mariotti : le plâtrier
- Georges Paulais : un bourgeois
- Hélène Pépée
- Renée Thorel
- Edmond Van Daële : le bedeau
- René Marc : un membre du 'Chat noir'
- Monique Gérard